# Richard Ryan Graves
Richard Ryan Graves (* 20. März 1954 in Greenwich, London; † 12. Mai 2009 in Hamburg), bekannt unter seinen Künstlernamen Frank Ryan und Frank Ryan Graves, war ein britischer Sänger, Keyboarder, Komponist und Produzent. 

## Leben
Mit 18 Jahren wurde Richard Ryan Graves von Elton John zu dessen Label Rocket Records geholt. Von 1973 bis 1979 arbeitete er als Sänger, Keyboarder, Arrangeur und Songwriter für Elton Johns Label. Dabei lernte er Gus Dudgeon kennen, den Produzenten von Elton John und Sängern wie David Bowie und Chris Rea, und wurde dessen Assistent. Als Keyboarder begleitete er die Tourneen und war ebenso mit Voyager auf Tour. Er arbeitete mit Kevin Ayers, Kiki Dee und Audience zusammen.
Anfang der 1980er Jahre übersiedelte er nach Hamburg und wohnte mit seiner Familie in Klein Borstel. Hier produzierte er mit Udo Lindenberg im Studio, arbeitete mit Matthias Reim und war als Gesangslehrer und Stimmbildner tätig. Später war er sechs Jahre lang Dozent für Gesang an der Hochschule für Musik und Theater Hamburg.

## Werke
1988 brachte er unter dem Künstlernamen Frank Ryan sein erstes Soloalbum You You heraus. Darauf präsentierte er sich als Sänger eigener Kompositionen und Coverversionen wie Roy Orbisons Only the Lonely (Know the Way I Feel).

### Filmmusik und Titelmelodien
Seit 1991 schrieb er zahlreiche Titelmelodien für deutsche Fernsehsendungen. Er baute das SAT.1-Informationsschema mit Kennmelodien für Sendungen wie SAT.1 News, Akte – Reporter decken auf, 24 Stunden, SAT.1-Frühstücksfernsehen und Weck up auf. Er komponierte auch die Titelmusik für SAM bei Pro 7 und The Dome bei RTL 2. Für die Episode Marco Polo der Dokumentationsreihe Sphinx – Geheimnisse der Geschichte (ZDF/ARTE) wurde er mit dem Prix de Bâle ausgezeichnet. 1997 schrieb er für die GEO-Fernsehreihe den Vorspann und den Abspann für 12 Folgen. Die Dokumentationen liefen auf Premiere, ZDF und Documentary Channel. 2000 komponierte er die Filmmusik zu Tod im Schnee – Die Jahrhundertlawine von Galtür.
Bekannt wurde er auch mit der Signation und dem Sound-Design der Sendereihe Das Quiz mit Jörg Pilawa und anderer Quizsendungen der ARD mit Jörg Pilawa.

### Kinderbücher
2006 erschien sein Kinderbuch Die Geschichte vom Liederwald. Die Lieder auf der beiliegenden CD werden von Annett Louisan und anderen Sängerinnen und Sängern interpretiert. 2009 kam das Bilderbuch Urmel schlüpft aus dem Ei heraus. Richard Ryan Graves übersetzte die Texte von Max Kruse ins Englische und sprach sie für die beiliegende DVD.